# St. Anna (Burggen)

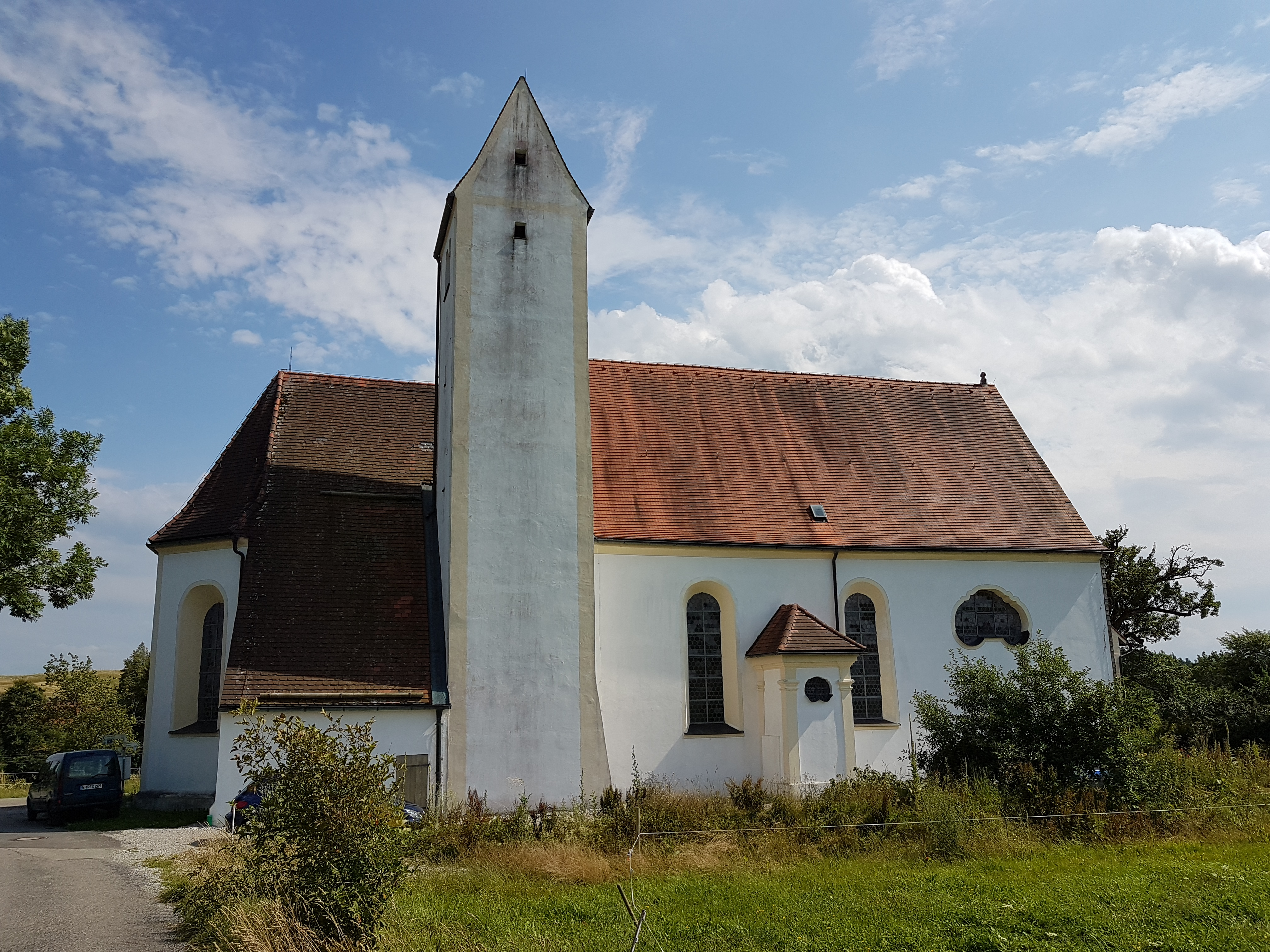
Filialkirche St. Anna von Norden

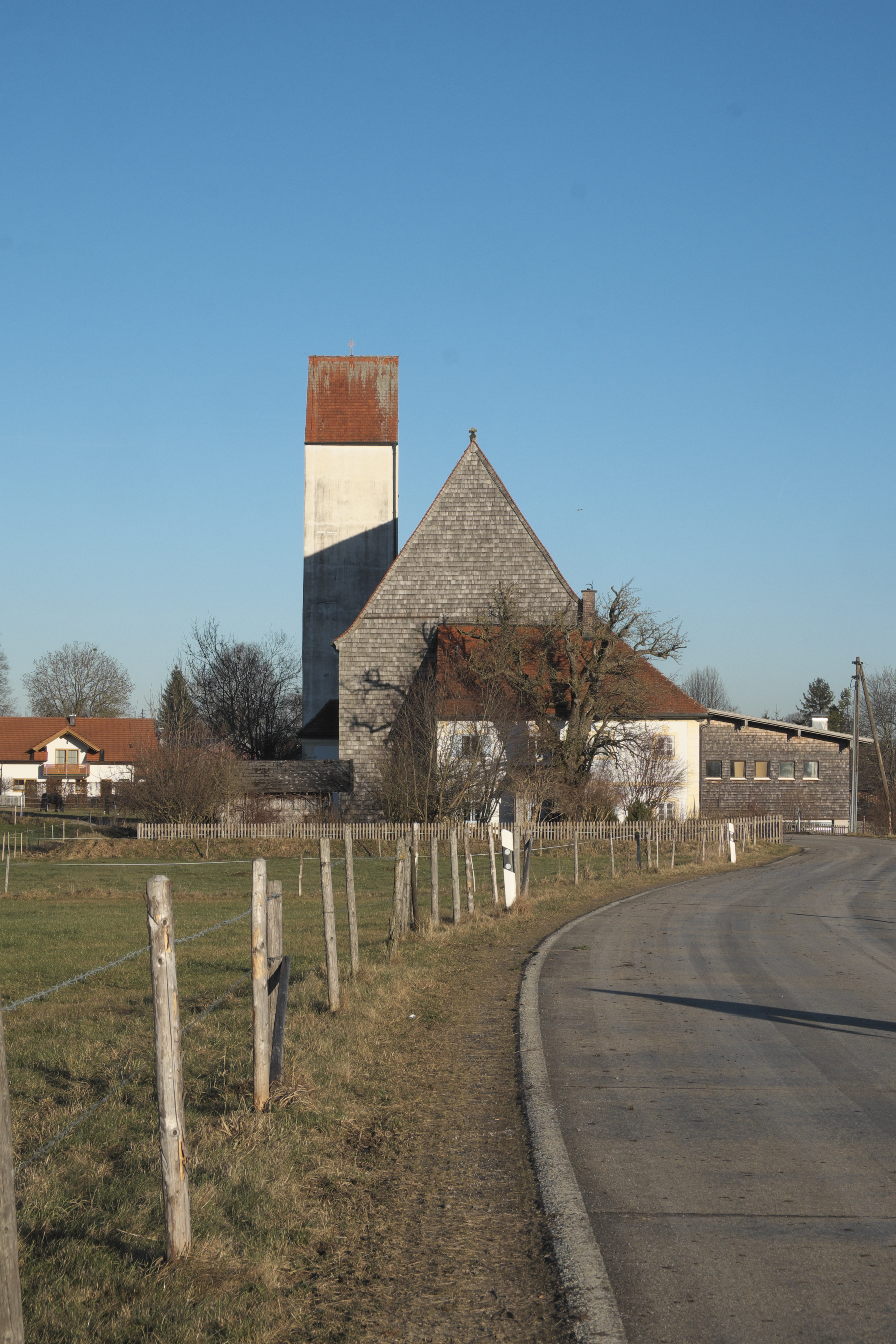
Ansicht von Westen

Die katholische Filialkirche und ehemalige Wallfahrtskirche St. Anna in Burggen im oberbayerischen Landkreis Weilheim-Schongau befindet sich am westlichen Ortsausgang des Gemeindehauptortes in Richtung Tannenberg. Die Kirche ist im Kern ein spätgotischer Bau, der im 17. und 18. Jahrhundert umgestaltet wurde. In der Kirche ist eine bemalte Kassettendecke aus dem späten 17. Jahrhundert erhalten. Das Gebäude gehört zu den geschützten Baudenkmälern in Bayern.

## Geschichte

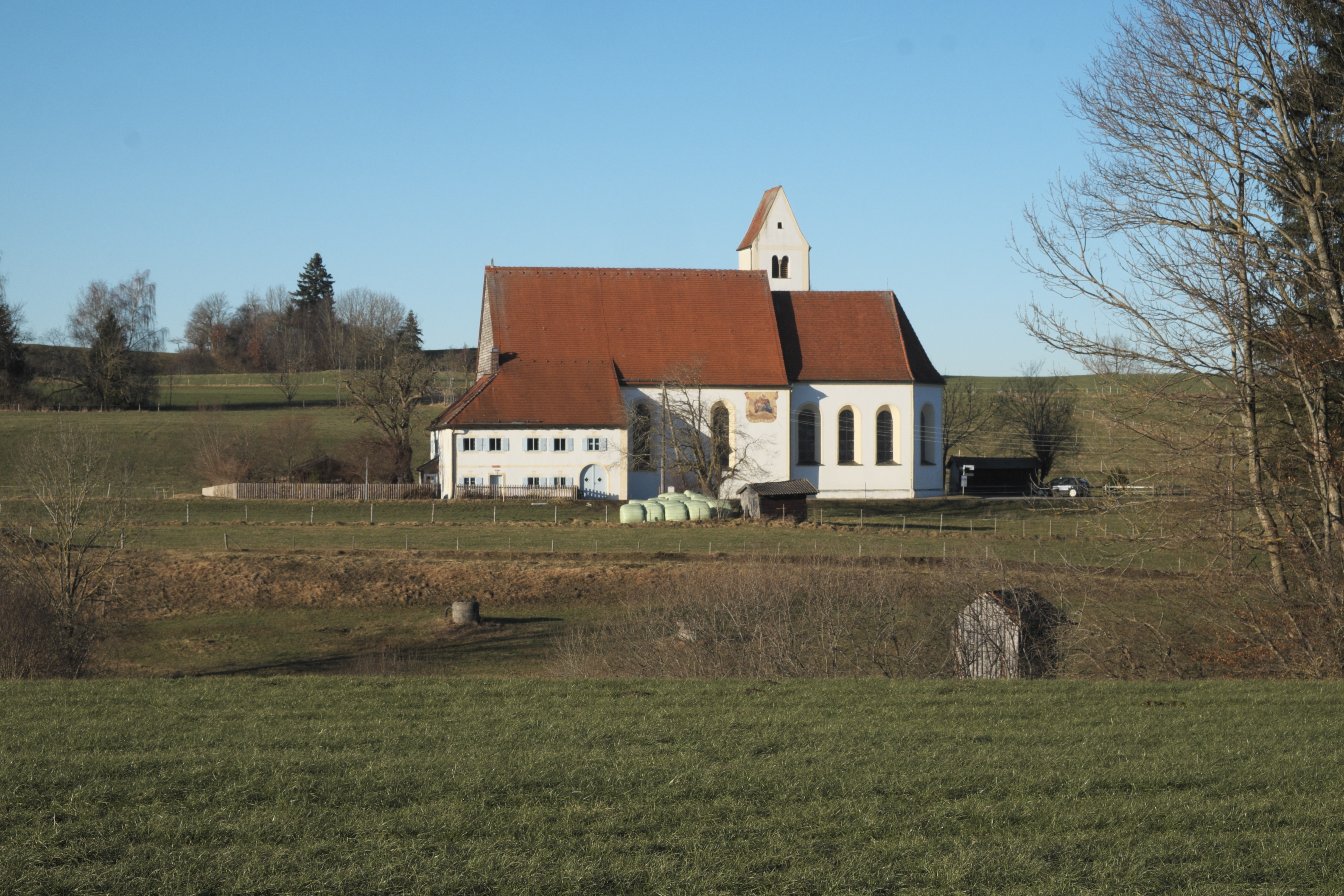
Ansicht von Süden

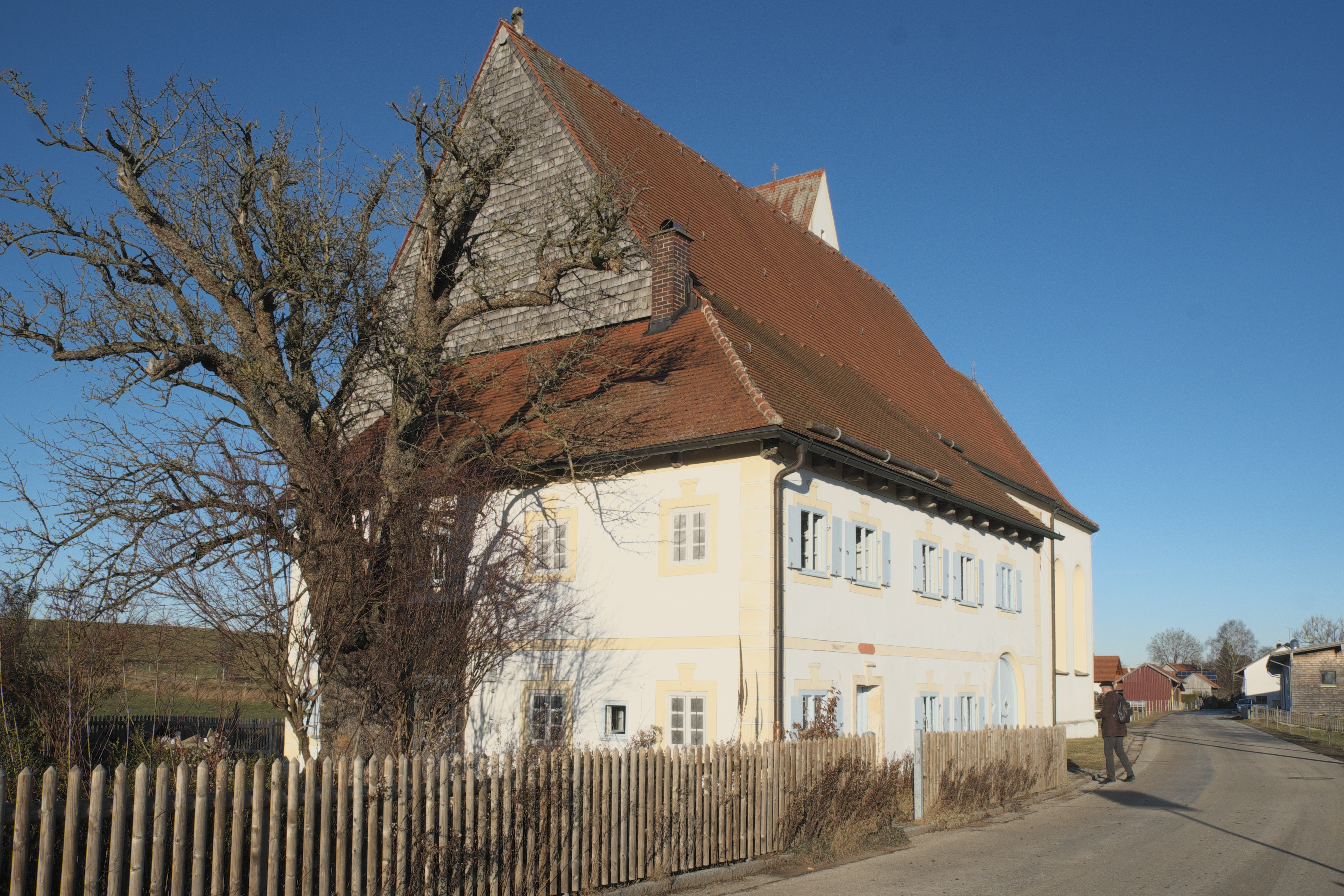
Klause

An der Stelle der heutigen Kirche stand ursprünglich eine Herrgottsruhkapelle mit einer Klause, von der noch der romanische Glockenturm erhalten ist. Im 15. Jahrhundert wurde das Patrozinium der Kapelle, in der das Gnadenbild Anna selbdritt verehrt und zum Ziel von Wallfahrten wurde, auf die heilige Anna übertragen. Im Jahr 1575 wurde die Kapelle vermutlich erneuert, worauf die an der Wand hinter dem Hochaltar aufgedeckte Jahreszahl schließen lässt.
Im Jahre 1612 erfolgte ein weitgehender Neubau, der 1674 und 1744/45 erweitert und umgestaltet wurde. Eine zweigeschossige Klause wurde 1703/05 am Südwesteck an die Kirche angebaut und 1730/31 erneuert. Im Rahmen der Renovierung von 1867 wurden die Stuckaturen aus der Zeit von 1744/45 im Chor beseitigt und das Deckenbild übertüncht. Im Jahr 1896 wurde die Kassettendecke restauriert und in den Jahren 1999 bis 2002 fand eine weitere Innenrenovierung statt.

## Architektur

### Außenbau
Im nördlichen Chorwinkel steht der ungegliederte, mit einem Satteldach gedeckte Turm, der noch von der romanischen Vorgängerkirche stammt. Das Glockengeschoss wird an der Ost- und Südseite von gekuppelten Klangarkaden durchbrochen. An der Nordseite des Langhauses sind der Außenaufgang zur Kanzel und die Sakristei angebaut. An der Südseite schließt sich an das westliche Joch des Langhauses die Klause an, die auch einen Teil der holzverschindelten Westfassade einnimmt.

### Innenraum

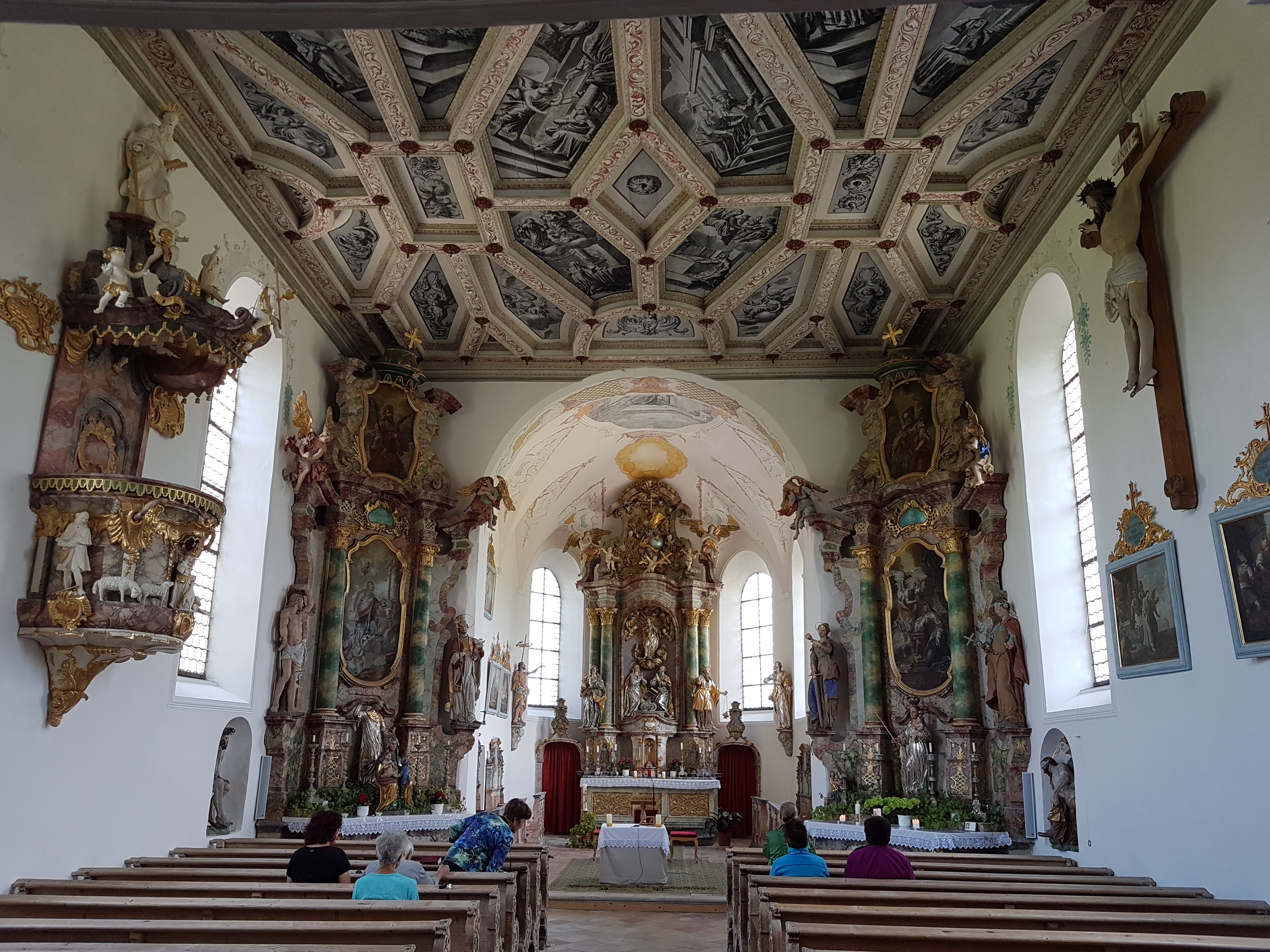
Innenansicht

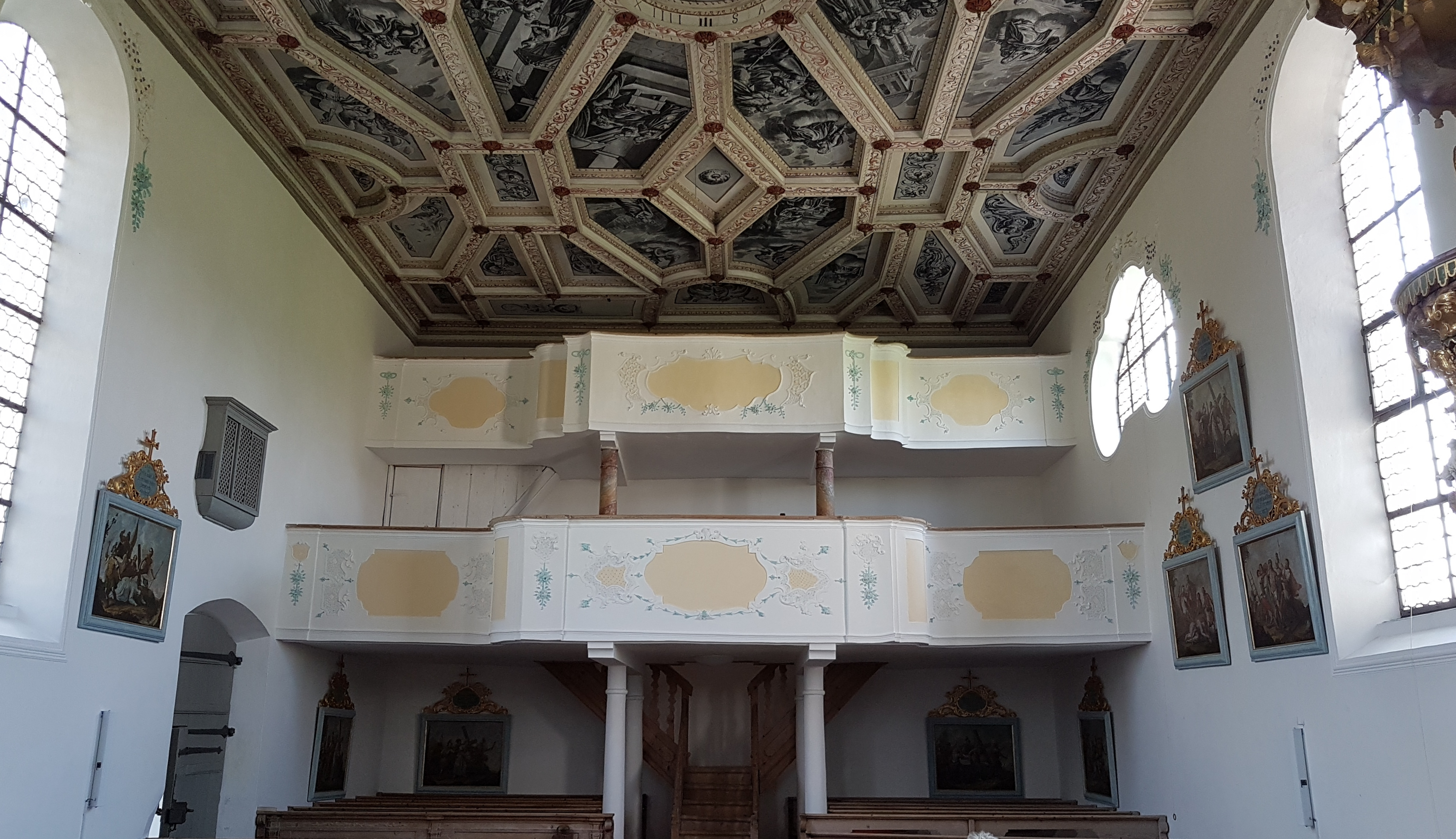
Blick zur Empore

Die ehemalige Wallfahrtskirche ist ein Saalbau, der aus einem dreijochigen Langhaus und einem eingezogenen, dreijochigen Chor mit Dreiachtelschluss besteht. Der Chor wird von einem auf Gesimskonsolen aufliegenden Stichkappengewölbe gedeckt, das mit gemaltem Bandelwerkstuck und einem Fresko mit der Darstellung der Unterweisung Mariens aus dem Jahr 1942 von Georg Kuttruff verziert ist.
Als westlichen Abschluss des Langhauses wurde 1744/45 eine Doppelempore mit vorschwingenden Brüstungen eingebaut, wobei die obere Empore zurückversetzt ist. Die Emporenbrüstungen wurden um 1735 vermutlich von Johann Georg Vogel mit feinem Stuck verziert. An der Nordseite des Langhauses ist auf der Höhe der Empore ein barockes Dreipassfenster eingeschnitten.

## Kassettendecke

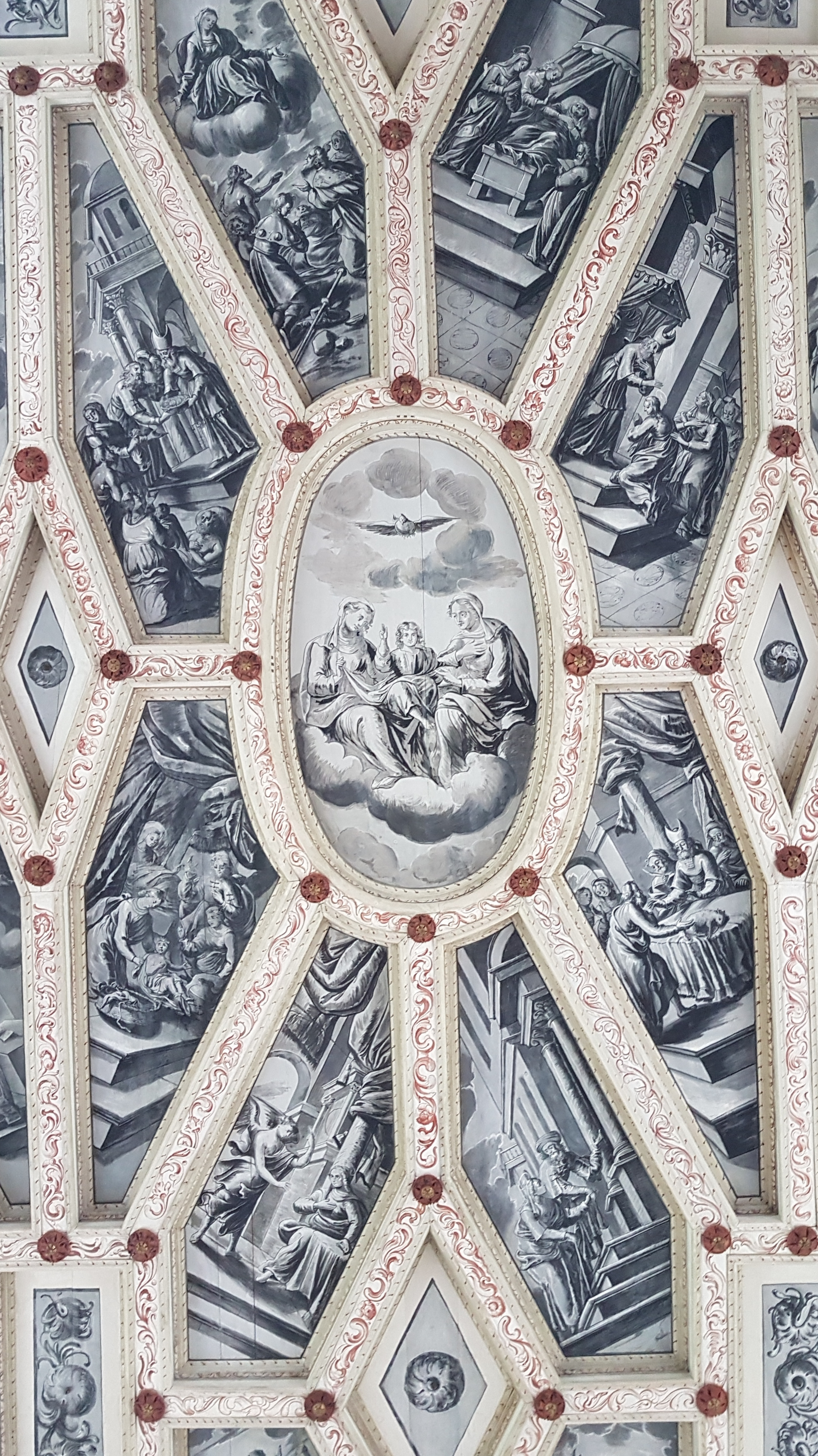
Kassettendecke

Das Langhaus besitzt eine kunstvoll bemalte Kassettendecke von 1674, auf der in Grisailletechnik Szenen aus dem Leben der heiligen Anna dargestellt sind. Das Mittelbild weist eine Darstellung der Anna selbdritt auf, über der die Taube des Heiligen Geistes schwebt. Die Ausführung der Decke wird Georg Wassermann aus Autenried zugeschrieben.

## Ausstattung

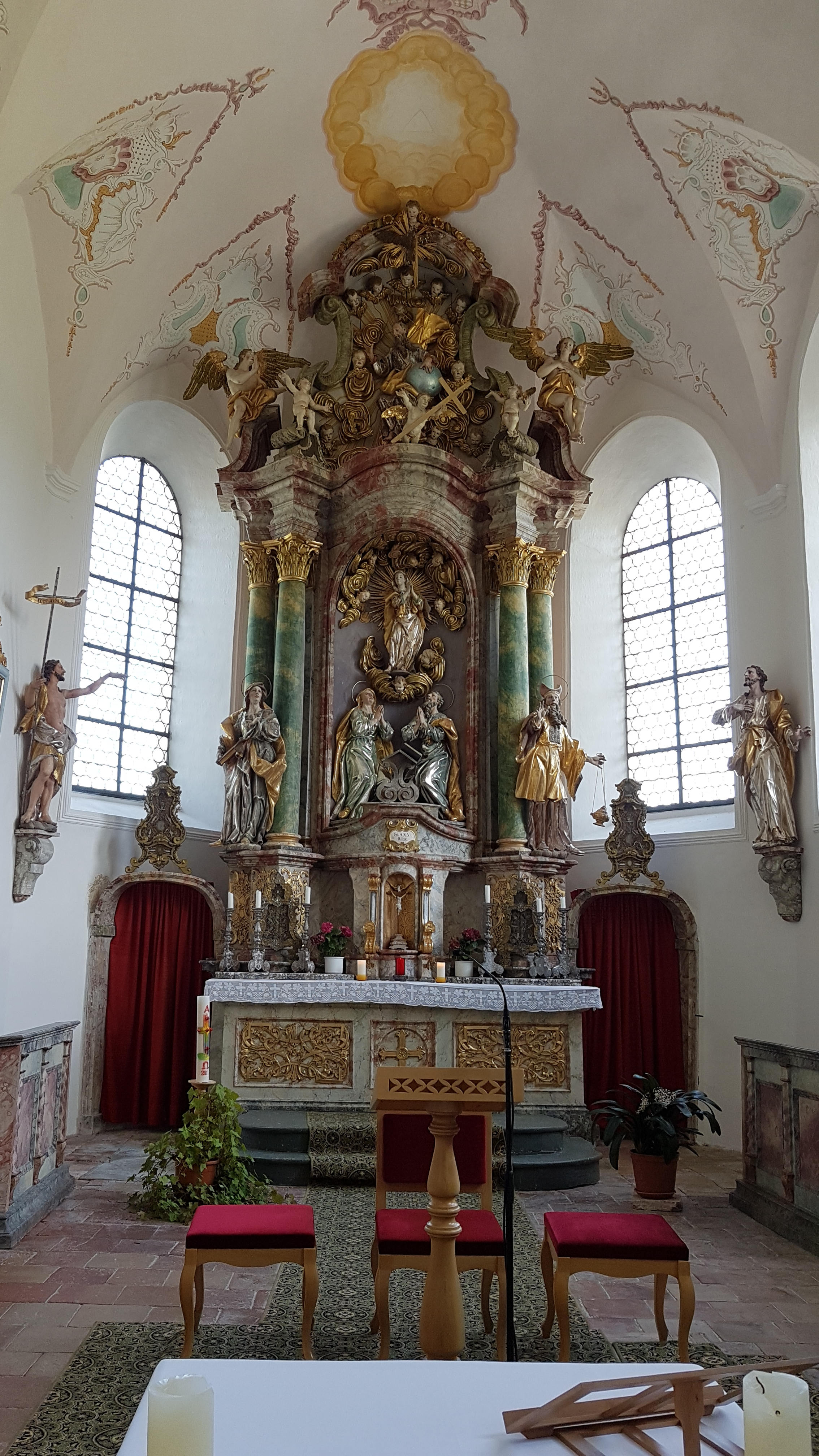
Hochaltar

- Im viersäuligen Hochaltar, 1734/35 von Anton Sturm geschaffen, stehen im Retabel die Skulpturen der heiligen Anna und des heiligen Joachim und darüber die Himmelfahrt Mariens. Seitlich vor den Säulen sind als Assistenzfiguren die heilige Elisabeth und der heilige Zacharias und im Auszug Gottvater dargestellt.
- Die schräggestellten Seitenaltäre wurden, vermutlich nach Entwürfen von Peter Heel, 1749 ausgeführt. Die Altargemälde stellen links Maria Magdalena als Büßerin, im Auszug den heiligen Achatius und rechts die Verkündigung an Maria, im Auszug die heilige Margareta dar. Am nördlichen Seitenaltar stehen der heilige Sebastian und Papst Gregor der Große, am südlichen Seitenaltar die heilige Barbara und Rosa von Lima. Auf der Altarmensa des nördlichen Seitenaltars sieht man den heiligen Magnus, eine Figur von 1680/81, Johann Pöllandt zugeschrieben, am südlichen Seitenaltar eine Kopie der Schwarzen Madonna von Einsiedeln von 1680/85, die Franz Joseph Feuchtmayer zugeschrieben wird.
- Die Kanzel fertigte einschließlich der Schnitzarbeiten 1757/58 der einheimische Schreiner Joseph Anton Bracht. Am Kanzelkorb sind der Gute Hirte, der heilige Koloman und der heilige Wendelin dargestellt, auf dem Schalldeckel steht eine Statue des Apostels Paulus.
- Das 1740 ausgeführte Chorgestühl stammt von Paul Pfeiffer aus Bernbeuren.
- Das mit der Jahreszahl 1619 bezeichnete Kruzifix gegenüber der Kanzel ist ein Werk der Spätrenaissance, das wohl vom damaligen Pfarrer Gallus Thoma gestiftet wurde und spätgotische Reminiszenzen aufweist.
- Die Kreuzwegbilder schuf 1763 Franz Anton Wassermann.

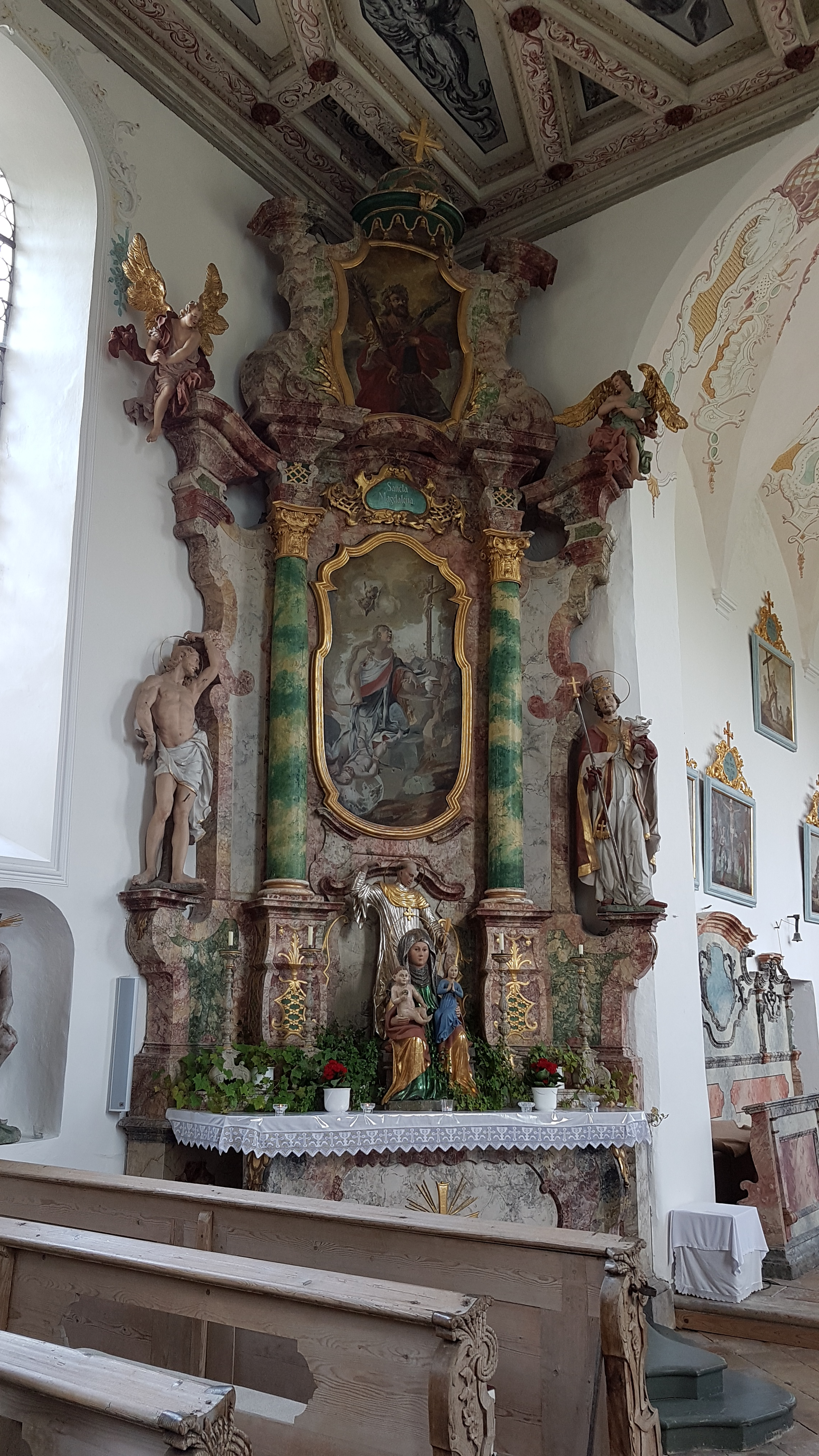
Nördlicher Seitenaltar
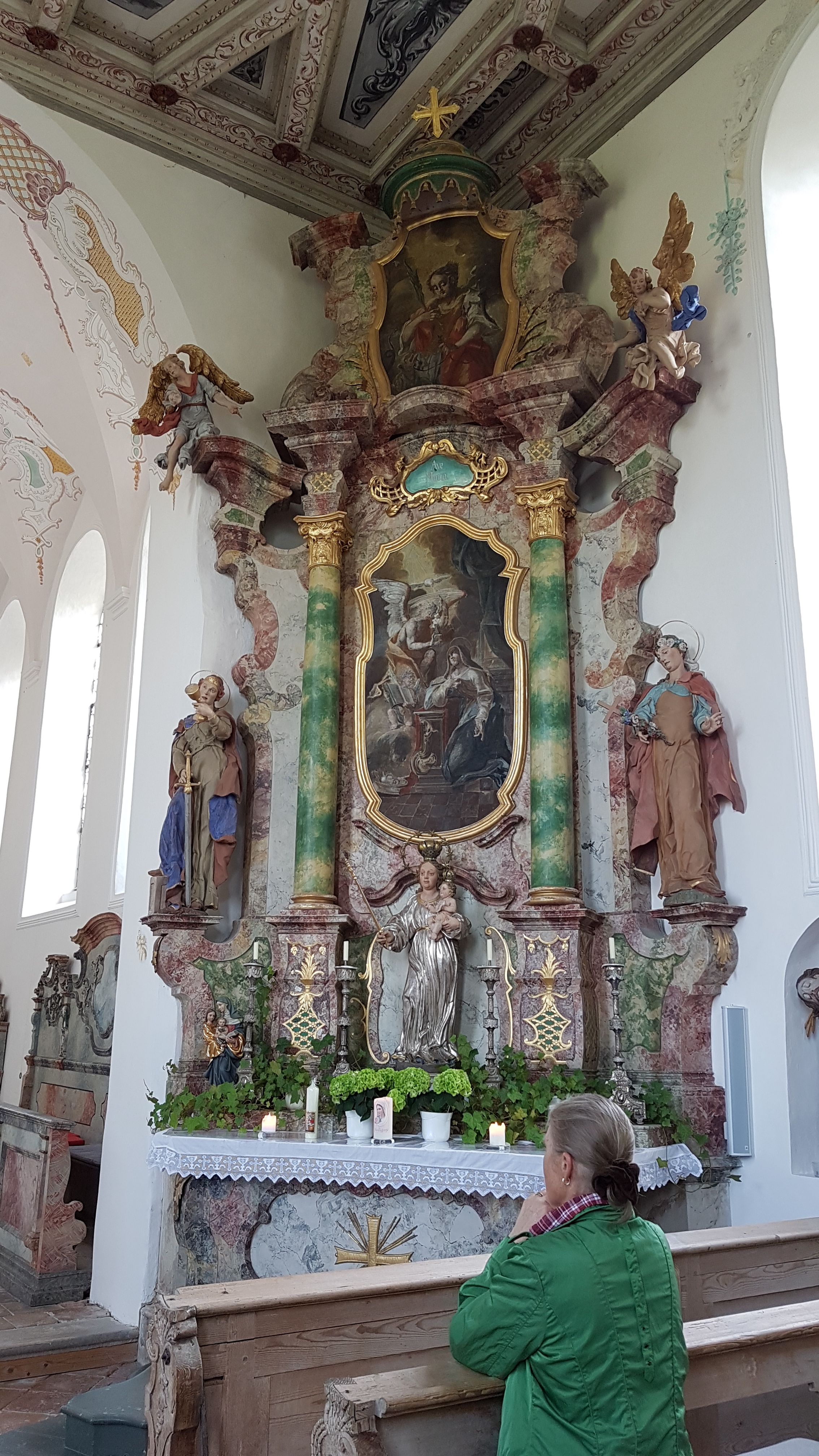
Südlicher Seitenaltar
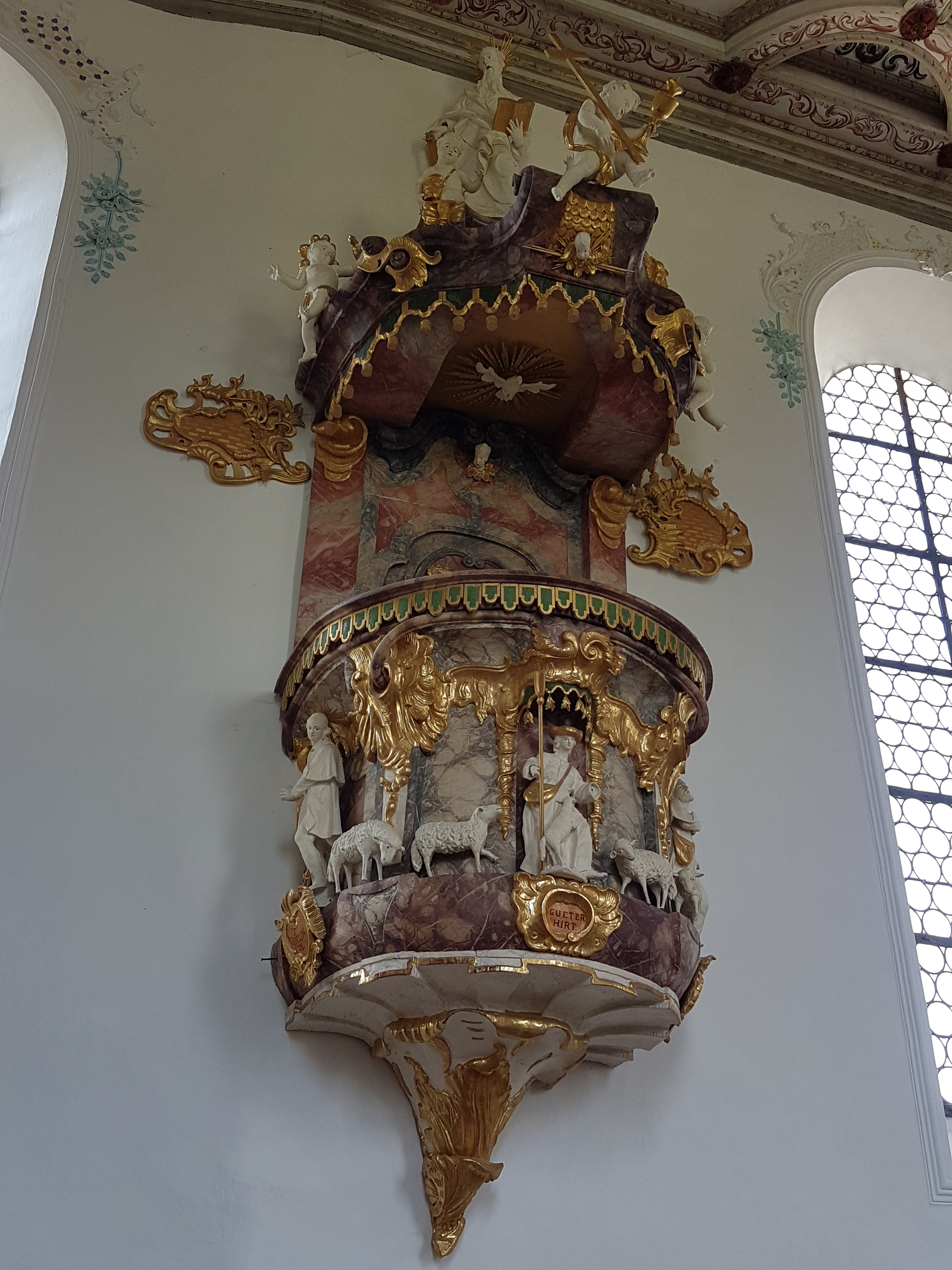
Kanzel
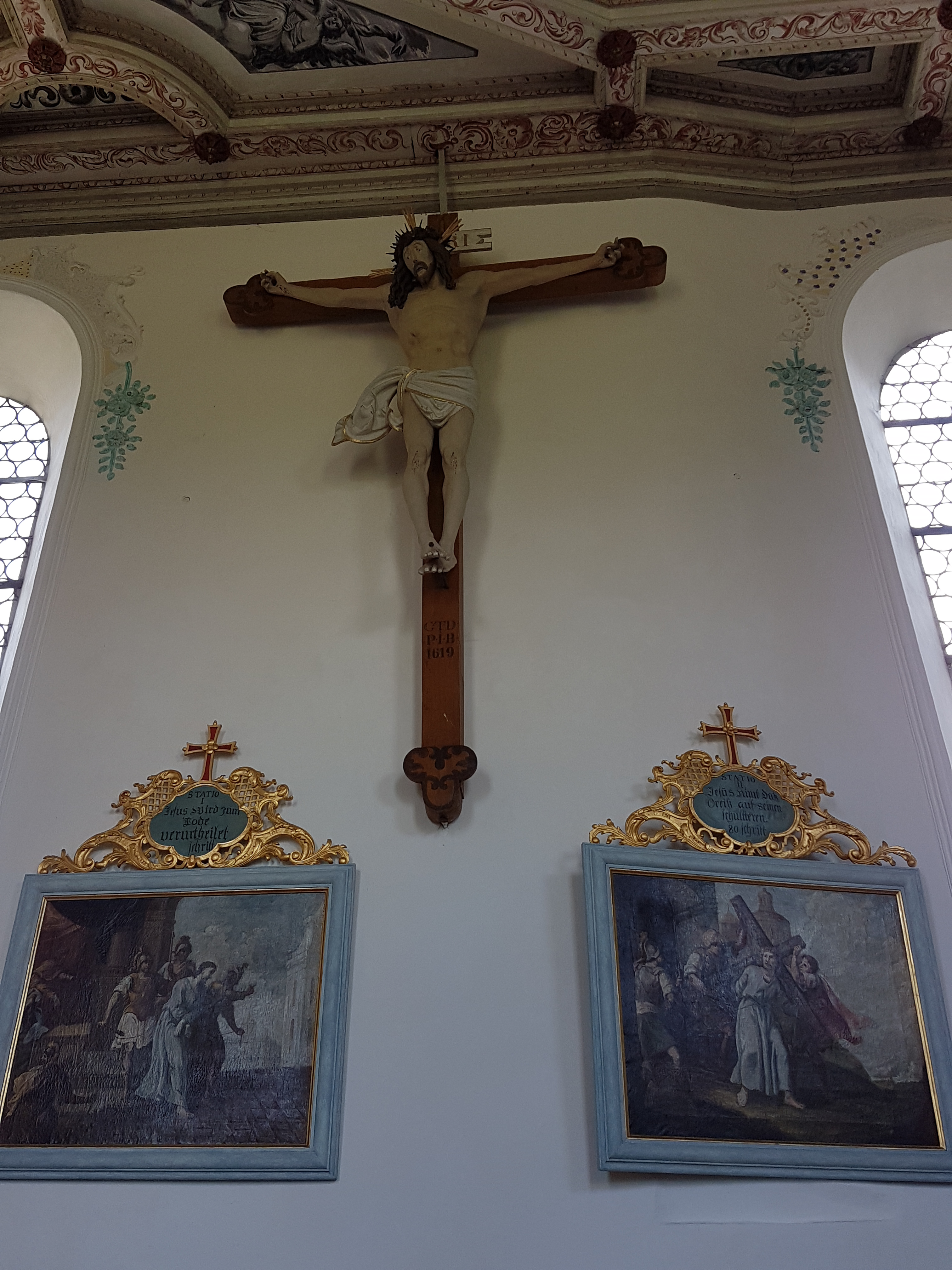
Kruzifix von 1619